# Hyles baltistana
Hyles baltistana är en fjärilsart som beskrevs av Bang-haas 1939. Hyles baltistana ingår i släktet Hyles och familjen svärmare. Inga underarter finns listade i Catalogue of Life.